# Alange (kommun)
Alange är en kommun i Spanien.   Den ligger i provinsen Provincia de Badajoz och regionen Extremadura, i den sydvästra delen av landet, 290 km sydväst om huvudstaden Madrid. Antalet invånare är 1 971. Alange ligger vid sjön Embalse de Alange.